# بالتازار لوبو
بالتازار لوبو (بالإسبانية: Baltasar Lobo)‏ (1910 - 1993)، هو فنان نحات إسباني. فنان تجريدي من تلاميذ هنري لورنز وكان صديقا للفنان الراحل بابلو بيكاسو، واستقر في باريس منذ عام 1939م وبدأ نجمه في الصعود مع مطلع الاربعينيات من القرن العشرين. وعرضت أعماله في العديد من المتاحف والمعارض العالمية.
ولد يوم 22 فبراير 1910 في بلدة Cerecinos de Campos باإقليم زمورا. وتوفي في باريس يوم 3 سبتمبر 1993 عن عمر يناهز 83 عاما.